# Strauch (Familienname)
Strauch ist ein deutscher Familienname.

## Namensträger
- Aegidius Strauch I. (1583–1657), lutherischer Theologe
- Aegidius Strauch II. (1632–1682), lutherischer Theologe
- Aegidius Strauch III. (1647–1709/1710), lutherischer Theologe
- Annegret Strauch (* 1968), deutsche Ruderin
- Augustin Strauch (1612–1674), deutscher Rechtswissenschaftler und Diplomat
- Alexander Strauch (Zoologe) (1832–1893), russischer Herpetologe
- Alexander Strauch (Autor) (* 1944), US-amerikanischer Theologe, Dozent und Autor
- Alexander Strauch (Komponist) (* 1971), deutscher Komponist
- Barbara Strauch (1951–2015), US-amerikanische Wissenschaftsjournalistin und Buchautorin
- Benedict Strauch (1724–1803), deutscher katholischer Theologe und Pädagoge
- Bernd Strauch (1949–2015), deutscher Politiker (SPD)
- Bianca Strauch-Freytag (* 1972), deutsche Grafikdesignerin
- Bob Strauch (1913–1978), deutscher Grafiker, Karikaturist und Zeichner
- Carsten Strauch (* 1971), deutscher Schauspieler, Regisseur, Filmproduzent
- Christian Strauch (1896–1955), deutscher Turner
- Conny Strauch (* 1958), deutsche Schlagersängerin
- Cornelius Strauch (1611–1650), römisch-katholischer Geistlicher, Abt von Stift Lilienfeld
- Daniel Strauch (* 1981), deutscher Basketballspieler
- Dieter Strauch (Tiermediziner) (1928–2007), deutscher Tiermediziner und Hochschullehrer
- Dieter Strauch (Rechtshistoriker) (* 1933), deutscher Rechtshistoriker
- Diethelm Strauch (1947–2023), deutscher Liederdichter
- Dietmar Strauch (* 1942), deutscher Sachbuchautor
- Eberhard Strauch (1948–2025), deutscher Fußballspieler
- Eduard Strauch (1906–1955), deutscher SS-Obersturmbannführer
- Eduardo Strauch Urioste (* 1947), uruguayischer Architekt und Maler, einer der Überlebenden des Flugzeugabsturzes 1972 in den Anden
- Franz Strauch (1846–1928), deutscher Admiral
- Friedrich Strauch (1935–2020), deutscher Paläontologe
- Friedrich August Wilhelm Strauch (1826–1906), deutscher Architekt
- Friedrich Carl Heinrich Strauch (1895–1959), deutscher Spion
- Georg Strauch (1613–1673), deutscher Maler, Kupferstecher und Emailmaler
- Georg Wilhelm Strauch (1811–1868), deutscher Mathematiker
- Gottfried von Strauch (?–1836), österreichischer Feldzeugmeister
- Hans-Joachim Strauch (1939–2025), deutscher Jurist
- Hans-Joachim Strauch (Künstler) (1930–1996), deutscher Künstler, Kunsterzieher und Hochschullehrer
- Heinz Strauch (* 1939), deutscher Handballspieler und Trainer
- Hermann Strauch (1838–1904), deutscher Rechtswissenschaftler und Hochschullehrer
- Hugo Strauch (1886–unbekannt), deutscher Schriftsteller
- Jacek Strauch (* 1954), englischer Sänger (Bariton)
- Jenna Strauch (* 1997), australische Schwimmerin
- Joe Strauch junior (1929–1986), US-amerikanischer Kinderdarsteller
- Johann Strauch I. (1588–1639), deutscher Rechtsgelehrter
- Johann Strauch II. (1612–1679), deutscher Rechtsgelehrter
- Johann Strauch III. (1620–1689), deutscher Mediziner
- Johannes Strauch (1884–1957), deutscher Konteradmiral (Ing.)
- Josef Strauch (1910–1970), deutscher Offizier sowie Politiker und Referatsleiter für Erwachsenenfortbildung der Hessischen Landeszentrale für Politische Bildung
- Justus T. Strauch (* 1968), deutscher Herz- und Thoraxchirurg
- Karl von Strauch (um 1805–1872), deutscher Verwaltungsjurist
- Karl Strauch (1922–2000), US-amerikanischer Physiker deutscher Herkunft
- Karl-Heinz Strauch (* 1955), deutscher Agrarwissenschaftler und Hochschullehrer
- Karl Rudolf von Strauch (1771–1844), deutscher Landrat
- Lothar Strauch (Bildhauer) (1907–1991), deutscher Bildhauer und Grafiker
- Lothar Strauch (Eishockeyspieler) (* 1958), deutscher Eishockeyspieler
- Lucien Strauch (* 1991), deutscher Dramaturg und Autor
- Ludwig Christian Gottlieb Strauch (1786–1855), deutscher evangelisch-lutherischer Geistlicher und Hauptpastor an der Hamburger St.-Nikolai-Kirche
- Ludwig Karl Strauch (1875–1959), österreichischer Maler
- Maximilien Strauch (1829–1911), belgischer General und Verwaltungsfunktionär im Kongo-Freistaat
- Michael Strauch (1635–1709), deutscher Mathematiker
- Monika Strauch (1941–2023), österreichische Schauspielerin
- Oliver Strauch (* 1966), Jazz-Schlagzeuger, Komponist und Produzent
- Patrick Strauch (* 1980), deutscher Eishockeyspieler
- Peter Strauch (* 1943), deutscher evangelischer Theologe
- Philipp Strauch (Germanist) (1852–1934), deutscher Germanist
- Philipp Strauch (Segler) (1862–1924), russischer Segler
- Rudolf Strauch (1929–2019), deutscher Journalist
- Samuel Friedrich Strauch (1788–1860), deutscher Organist und Kantor
- Sonja Strauch, deutsche Fußballspielerin
- Stefan Strauch (* 1974), deutscher Handballspieler
- Tilo Strauch (* 1965), deutscher Handballspieler
- Volkmar Strauch (1943–2009), deutscher Politiker (SPD), Staatssekretär in Berlin
- Werner von Strauch (1825–1898), deutscher Landforstmeister in Sachsen-Weimar-Eisenach
- Werner Strauch (* 1921), deutscher Mechaniker und Konstrukteur (AWO 425)